# Ausiliatrici parrocchiali di Cristo Sacerdote
Le Ausiliatrici Parrocchiali di Cristo Sacerdote (in spagnolo Auxiliares Parroquiales de Cristo Sacerdote; sigla A.P.C.S.) sono un istituto religioso femminile di diritto pontificio.

## Storia
La congregazione fu fondata a Irun dal sacerdote José Pío Gurruchaga Castuariense, futuro decano del capitolo cattedrale di Bilbao: il regolamento della pia unione, redatto nel 1919 dal fondatore, fu approvato nel 1926 da Zacarías Martínez Núñez, vescovo di Vitoria, che autorizzò la vita comune dei membri.
Lorenzo Bereciartúa y Balerdi, vescovo di San Sebastián, eresse la pia unione in congregazione religiosa di diritto diocesano il 15 febbraio 1968.

## Attività e diffusione
Le suore si dedicano al lavoro nelle parrocchie (culto liturgico, catechesi, visita ai malati, apostolato sociale).
Oltre che in Spagna, sono presenti in Argentina, Italia e Messico; la sede generalizia è a Palencia.
Alla fine del 2015 l'istituto contava 106 religiose in 21 case.